# Peţrūd
Peţrūd (persiska: پطرود) är en ort i Iran.   Den ligger i provinsen Mazandaran, i den norra delen av landet, 170 km nordost om huvudstaden Teheran. Antalet invånare är 950.
Terrängen runt Peţrūd är mycket platt. Runt Peţrūd är det tätbefolkat, med 636 invånare per kvadratkilometer. Närmaste större samhälle är Jūybār, 8,3 km sydost om Peţrūd. Trakten runt Peţrūd består till största delen av jordbruksmark.